# The Roaring Lion

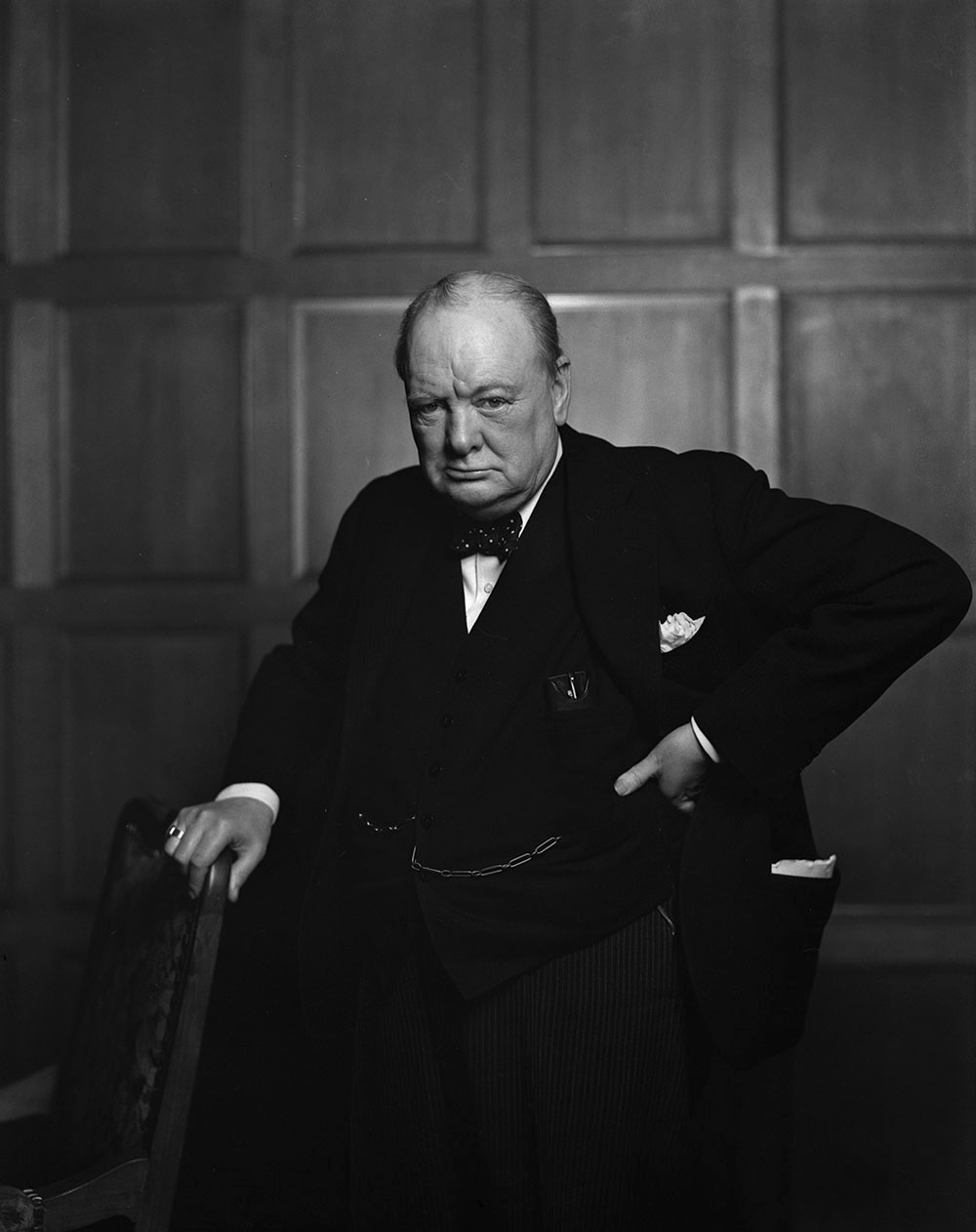

The Roaring Lion (lett. "il leone ruggente") è un ritratto fotografico di Winston Churchill, primo ministro del Regno Unito tra il 1940 e il 1945 e di nuovo tra il 1950 e il 1955, scattato nel 1941 dal fotografo Yousuf Karsh nel blocco centrale della Collina del Parlamento a Ottawa, nella provincia dell'Ontario, in Canada.

## Storia e descrizione
Il ritratto è stato scattato il 30 dicembre 1941, nella sala dello Speaker della Camera dei comuni presso il parlamento del Canada a Ottawa, dopo che Churchill aveva tenuto un discorso sulla seconda guerra mondiale ai membri del parlamento canadese, organizzato dall'allora primo ministro del Canada William Lyon Mackenzie King.
Churchill è particolarmente noto per la sua postura e la sua espressione facciale, che sono state paragonate ai sentimenti causati dalla guerra che prevalevano nel Regno Unito: la persistenza di fronte a un nemico, la Germania nazista di Adolf Hitler, dalla potenza inarrestabile. La sessione fotografica è stata breve e, poco prima dell'esposizione, Karsh si è spostato verso Churchill e gli ha tolto il sigaro che aveva in mano. Churchill è rimasto infastidito dal gesto, mostrando il suo dissenso nel ritratto. Lo USC Fisher Museum of Art lo ha descritto come «un ritratto provocatorio e accigliato [che] è diventato immediatamente un'icona della resistenza del Regno Unito contro il fascismo».
Il ritratto è apparso nel numero 21 di maggio 1945 del periodico Life, che l'ha acquistato per 100 dollari. Oggi è appeso alla parete della sala dello speaker.